# Liturgusa krattorum
Liturgusa krattorum je vrsta bogomolk, ki je razširjena po deževnih gozdovih severnega Peruja. Običajno se zadržuje v zgornjih delih srednje velikih dreves z gladkim lubjem, kjer lovi plen, primerke pa je možno opaziti tudi bližje tal. Po telesu in nogah ima izrazit progast vzorec, kjer se izmenjujeta svetlo- in temnorjava barva z rahlim zelenkastim odtenkom. Krila so temnorjava, glava pa svetla.
Vrsto je leta 2014 prvi opisal Gavin Svenson, poimenoval pa jo je po Martinu in Chrisu Krattu, avtorjema poučne risane serije Divja brata Kratt, ki uči otroke živalske biologije.